# مزار إبراهيم
مزار إبراهيم يُعرف محليًا باسم لال شهباز دارجا، هو ضريح بُني حوالي عام 1160 في بهادريسار في منطقة كوتش بولاية غوجارات الهندية. وهو من أقدم الآثار الإسلامية الباقية في الهند. يُنسب الضريح خطأً إلى لال شهباز قلندر، الذي يقع ضريحه في باكستان.

## المزار
يحتوي المزار الذي يقع في مكان محاط بجدار صغير، على قبة مربعة الشكل هرمية من الخارج ومستديرة من الداخل، مدعومة بثمانية أعمدة مثبتة على الحائط. سقف الشرفة مسطح ومقسم إلى مربعات صغيرة 9×3، كل منها مزخرف برسم لزهور اللوتس داخلها. فوق العتب وحول حائط المدرج المزخرف بالكروم، يوجد خط عميق من الكتابة العربية بأحرف كوفية مربعة كبيرة. وعلى الطرف الأيمن من الحائط، يوجد سطران من الكتابة. في الفناء أيضًا، تحتوي بعض القبور على نقوش كوفية. تمثل هذه النقوش، التي كُتبت في عام 1160، أول استخدام للخط الكوفي في الهند. ووفقًا للنقش على النصب التذكاري، فإن هذا الضريح هو مزار لإبراهيم.

## روابط خارجية
- قبر النبي إبراهيم عليه السلام